# Manoir du Dick
Le manoir du Dick est une ancienne demeure fortifiée, du milieu du XVIe siècle, remanié au début du XVIIe siècle, qui se dresse sur l'ancienne commune française de Portbail, dans le département de la Manche, en région Normandie. Il est partiellement inscrit aux monuments historiques.

## Localisation
Le manoir est situé au nord-est du territoire de Portbail, commune déléguée de la commune nouvelle de Port-Bail-sur-Mer, sur le flanc d'une colline dominant la rivière de la Grise, dans le département français de la Manche. Il est bâti dans un lieu peu stratégique, à proximité de l'ancien chemin de Portbail à Saint-Sauveur-le-Vicomte, dominant la petite rivière de la Grise.

## Historique
Le manoir actuel du Dick a remplacé deux anciens sites : une motte féodale, située probablement au voisinage de l'ancienne gare, dite « Les Mottes du Dicq » ou « Les Pièces du Dicq de la Motte » (paroisse de Gouey), abandonnée probablement dans le courant du XIIIe siècle, et le « château » ou maison forte du Dicq, du milieu du XIVe siècle et détruit pendant la guerre de Cent Ans, situé à la « Croutte du Dicq », à l'est du hameau de La Rivière, près du gué du chemin de Coutances. En 1397, dans un aveu rendu au roi par Philippe Balles, au droit d'Alip Blondel, son épouse on lit : « Premièrement le manoir du Dic et les domaines; lequel manoir fut abattu par le commandement du Roy de Navarre et de ses gens tellement que riens n'y demoura en estat ».
En 1279, Robert d'Argences, frère de Pierre d'Argences, est qualifié de seigneur du Dick.
C'est probablement Pierre du Castel, écuyer, († 1er janvier 1587), qui construisit ce nouveau manoir. Le 7 juin 1549, il acquiert, pour 3 060 livres, de noble homme Charles de Couvren, sieur et châtelain de Sacey, le fief du Dicq. Le 6 août suivant, il fait l'acquisition du fief de La Balle d'Aubigny (sur Portbail et Saint-Martin-du-Mesnil) alors possession de Robert Anquetil, seigneur de Baudreville. Pierre, n'ayant eu que trois filles, c'est l'aînée, Jeanne du Castel, qui hérite du manoir et le transmet à la famille Vivien, à la suite de son mariage avec Pierre Vivien, sieur de l'Epinne, dont les armes sont : d'azur à deux fasces d'or".
En 1601, Suzanne Vivien, fille de Jeanne et de Pierre Vivien, épouse Gilles Poërier († 1665),, bailli de La Haye-du-Puits et contrôleur des Aides à Valognes, fils du sieur du Theil et Sauxemesnil. En 1640 dans l'état de la noblesse il est décrit ainsi « Messire Gilles Poërier, escuier, seigneur de Gouey et de la Ducquerie, frère du président d'Amfreville, Vicomte de Saint-Sauveur ; mauvais homme, riche de 15 000 livres tournois de rente, a faict sa maison par toutes sortes de voyes, a deux fils, assée gens de cœur, qui sont en paine ». Jacques Poërier, son fils, lui succède après le décès de son père, et hérite des fiefs du Dicq, de Lanquetot, de Camprond ainsi que du patronage honoraire des églises de Notre-Dame de Portbail et de Saint-Martin-du-Mesnil.
Vers 1660, à la suite de l'assassinat d'un certain Launey Blondel, par deux frères Poërier, François Poërier, sieur de Portbail et Thomas Poërier, sieur de Lanquetot. Les biens de la famille Poërier sont saisis et vendus en 1672 au plus offrant. Les adjudicateurs sont Jean Dauvin et Jacques Levilly (° 1615 - † 1678), receveur des tailles en l'élection de Coutances. À la suite de son mariage avec Jeanne Morin, il laisse trois filles dont Charlotte Levilly qui épouse, en 1668, Charles-François Beaufils de Romainville et Françoise (II) Levilly, qui épouse, en 1678, Alexandre Hellouin, écuyer, seigneur d'Anctiville, bailli et lieutenant civil et criminel au bailliage de Saint-Sauveur-Lendelin, conseiller du roi.
En 1690, Beaufils, officier devint Brigadier de cavalerie. En 1702, il sert en Normandie sous Monsieur de Matignon, et décède en 1704, ne laissant qu'une fille, Jeanne-Marguerite de Beaufils, qui hérite notamment des fiefs du Dicq, de Gris et de Brucourt. Elle épouse en 1691, Sébastien II de Montaigu et décède en 1734. Ce sont les trois fils de Françoise et d'Alexandre Hellouin qui héritent : Alexandre Hellouin, chevalier, bailli de Périers, seigneur d'Anctiville ; Charles-Alexandre Hellouin, chevalier, sieur de Portbail et Nicolas-Alexandre Hellouin, sieur du Mesnil. C'est seulement le 12 avril 1743 qu'est enregistré l'aveu au roi, de Nicolas-Alexandre Hellouin « pour le fief du Dicq et autres en dépendant ». Lui succède Pancrace Hellouin, lieutenant-général civil et criminel à Périers et Saint-Sauveur-Lendelin, cité en 1747, seigneur de Besneville, Gouey et Le Dicq, époux de Marthe Duchemin de la Tour. Pancrace († 1755), n’eut qu'une fille, Marthe-Bonaventure Hellouin d'Anctiville, mariée en 1735 à René-Jacques-François-Bonaventure de Mauconvenant, écuyer, sieur de Peseville, seigneur et patron de Sainte-Suzanne. Marthe-Bonaventure, décédée le 18 août 1779, à Paris, fera établir le terrier et les archives du Dicq, conservées au château de Sainte-Suzanne-en-Bauptois. Leurs deux fils se partageront l'héritage.
En 1790, le Dicq est la possession de Bon Chrétien, marquis de Bricqueville, capitaine des vaisseaux du roi, brigadier de ses armées navales et directeur des constructions navales.

## Description
Le manoir du Dick se présente aujourd'hui sous la forme d'un plan quadrilatère irrégulier anciennement fermé composé d'un corps de logis, pouvant être daté de la fin du XVIe siècle, auquel est accolé sur l'arrière deux tourelles tronquées qui ont perdu leurs toitures, d'une chapelle transformé en habitation, et de divers bâtiments de service. Un puits dans la cour complète l'ensemble. L'avant-corps défensif ainsi que sa porte charretière et piétonne ont disparu. Un état de 1665 le décrit comme étant en mauvais état.
La cheminée de style Renaissance de pierre blanche, objet de l'inscription, qui date de la première moitié du XVIIe siècle, orne ce qui fut la salle d'apparat du manoir. Son style rappelle la cheminée du château de Crosville. Sur son manteau figure les armes de la famille Poërier, propriétaire des lieux : d'azur au chevron d'or accompagné en chef de 2 étoiles d'argent et en pointe d'un croissant de même, surmontées d'un casque d'écuyer : portant en cimier un aigle posé et ayant deux lions affrontés comme support, alors que le linteau arbore celles de la famille Griselaine : d'azur à une ancre d'or », qui ne semble pas avoir de relation avec le Dick.
Le manoir en 1665
Dans un document d'archive daté de 1665 le manoir est décrit ainsi : « Un manoir formé de maisons et murailles de pierre, porte cochère et petite porte piétonne (aujourd'hui abattues). Deux grands corps de logis l'un en bout de l'autre avec salle et haute salle, dépense, laverie, office, cellier, chambre, antichambre, cabinets, greniers dessus étant, pavillons et tourelles (probablement les deux tourelles jumelées), le tout de fond en comble et menaçant ruine tant aux murailles, bois de charpente dont partie esté découverte et le surplus couvert de pierres. Une autre longueur de maisons à l'opposite d'icelle du côté du levant avec grange, étable, écurie, couverte de paille et menaçant ruine. Avec la boulangerie, chambre et grenier couvert de paille. Et la chapelle aussy couverte de pierre. Avec la petite tour de pierre (disparue) étant proche de la porte cochère du costé d'orient. Et la massure de l'autre côté découverte ».

## Protection
La cheminée Renaissance est inscrite au titre des monuments historiques par arrêté du 10 novembre 1928.